# Tambahrejo (Wirosari)
Tambahrejo is een bestuurslaag in het regentschap Grobogan van de provincie Midden-Java, Indonesië. Tambahrejo telt 6717 inwoners (volkstelling 2010).